# Chetogena filipalpis
Chetogena filipalpis là một loài ruồi trong họ Tachinidae.